# 主田镇
主田镇，是中华人民共和国广东省南雄市下辖的一个乡镇级行政单位。位于南雄市区南面，东与江头镇接壤，南与始兴县澄江镇和江西省全南县龙源坝镇为邻，西接古市镇，北与雄州街道和市区为邻。镇政府驻地位于北纬25°3′55″，东经114°13′51″。距南雄市区7公里，至韶关110公里，至江西信丰县城85公里、赣州市138公里。镇内建有水泥公路4条，总长5﹒2公里。90%自然村可通汽车。

## 行政区划
主田镇下辖以下地区：
主田社区、大坝村、主田村、城门村、塘山村、西坪村、西洞村、窑合村和高峰村。

## 自然环境
主田镇属山区和丘陵，地势是东南高、西北低。总面积187平方公里。有林业用地9312﹒7公顷，森林覆盖率70﹒7%。东南山区海拔高度达700米。地质属燕山期花岗岩体及寒武纪、震旦纪变质岩体，遍布硅质板岩、长石英砂岩、混合花岗岩，土壤为黄壤土。西北丘陵地带海拔在300米以下。地质属中生代白垩纪紫色砂岩客体，遍布黑云母花岗岩、紫红色泥质砂岩、红色泥质粉砂岩、红色砂岩，土壤多属紫色土，钾含量高。年均气温19度，全年无霜期平均280天左右，年均降雨量1600毫米。瀑布水发源于该镇，且筑有瀑布水库，灌溉水源充足，旱涝保收面积占九成。

## 名产
轻质天面隔热板。是获得国家专利的新型预制构件材料。产品采用新型隔热材料经机械加工而成，其特点是隔热效果好，整体重量轻，排水、抗压性能好，施工、安装、维修快速，是理想的天面隔热材料。